# Cheles (mayas)
Los cheles (del Idioma maya: Che'el:vara de justicia, báculo; también, Chel: Arco del cielo, arcoíris ‘ Cheles, aquí usado como gentilicio’) fueron un grupo maya, descendientes de los Itzáes, que integraron un señorío o cacicazgo durante el siglo XV y siglo XVI, denominado Ah Kin Chel, en la Península de Yucatán, y cuya ciudad principal era Tecoh (del idioma maya: Tecoh ‘Lugar del puma’), o posiblemente Izamal, según algunos autores.
El origen del cacicazgo se remonta a la disolución de la liga de Mayapán. Uno de los sacerdotes Ah Xupan Nauat casó a su única hija con un noble llamado Mo Chel (probablemente Namox Chel), fundándose a partir de esa unión el linaje Chel.
El término Ah Kin era ulitizado por los mayas para llamar a sus sacerdotes, cuyo significado es el que proviene del Sol.  El sacerdote se enteró de la próxima destrucción de la ciudad de Mayapán y alertó a su yerno e hija, quienes emigraron lidereando a un grupo de gente hacia la ciudad de Tecoh. Izamal ciudad ubicada en la misma jurisdicción ya había sido abandonada, solamente unos pocos pobladores vivían en una villa adyacente.
Los cheles argumentaban contra otras tribus mayas, que ellos eran buenos por ser descendientes del principal sacerdote de Mayapán. Al tener acceso a la costa, la pesca y la sal eran la base de su economía.  Al sur, rivalizaron con los cocomes quienes basaban su economía en la caza y recolección; los cheles no permitían el paso a los cocomes y les negaban el pescado y la sal, recíprocamente los cocomes no permitían el paso a los cheles y les negaban la caza y las frutas.
Namux Chel (Na-mo-x-Ch'el) era el Halach uinik o gobernante de la jurisdicción (kuchkabal) de Ah Kin Chel a la llegada de Francisco de Montejo en 1527, quién para evitar problemas cedió el paso franco a los conquistadores españoles.  Montejo y sus hombres se instalaron durante un corto tiempo en la ciudad real de Chichén Itzá, después lo hicieron en Izamal y poco más tarde fundaron, sobre las ruinas de la ciudad de T'Hó (Tijó), Mérida, la de Yucatán, donde se establecería la sede principal de los conquistadores.